# Zeuxine madagascariensis
Zeuxine madagascariensis är en orkidéart som beskrevs av Rudolf Schlechter. Zeuxine madagascariensis ingår i släktet Zeuxine och familjen orkidéer. Inga underarter finns listade i Catalogue of Life.